# ブライアン・マーフィー
ブライアン・マーフィー（Brian Murphy、1983年5月7日 - ）は、アイルランド・ウォーターフォード出身の元プロサッカー選手。現役時代のポジションは、GK。

## 経歴

### クラブ
2000年、マンチェスター・シティFCとプロ契約を交わした。しかし出場機会は全くなく、ベンチ入り自体も一回のみで終わった。下位クラブへレンタル移籍した後、契約満了で退団した。
シティ退団後に加入したスウォンジー・シティAFCでも控えに甘んじ、2007年11月にボヘミアンズFCに移籍し母国へと復帰した。

### 代表
各年代でアイルランド代表に選出されている。
2009年11月、A代表初招集。キーラン・ウェストウッドに代わって、2010 FIFAワールドカップ・ヨーロッパ予選プレーオフ・フランス戦のメンバーに選出された。しかし試合に出場することはなく、招集自体も2014年3月の2回目までの間なかった。

## 所属クラブ
ユース
- ウォーターフォード・ボヘミアンズFC

プロ
- マンチェスター・シティFC 2000-2003

→オールダム・アスレティックAFC 2003 (loan)
→ピーターバラ・ユナイテッドFC 2003 (loan)
- スウォンジー・シティAFC 2003-2006
- ボヘミアンズFC 2007-2009
- イプスウィッチ・タウンFC 2010-2011
- クイーンズ・パーク・レンジャーズFC 2011-2015
- ポーツマスFC 2015-2016
- カーディフ・シティFC 2016-2020
- ウォーターフォード・ユナイテッドFC 2020-2022

## 代表歴
- アイルランドU-16
  - UEFA U-16欧州選手権2000
- アイルランドU-19
  - UEFA U-19欧州選手権2002
- アイルランドU-20
- アイルランドU-21

## タイトル
スウォンジー
- EFLトロフィー (1): 2005-06

ボヘミアンズ
- リーグ・オブ・アイルランド (2): 2008, 2009
- FAIカップ (1): 2008
- リーグ・オブ・アイルランドカップ (1): 2009